# 有田川町コミュニティバス
有田川町コミュニティバス（ありだがわちょうコミュニティバス）は、和歌山県有田郡有田川町にて運行しているコミュニティバスである。

## 概要
- 運賃は1回乗車300円均一で、小学生以下は半額、保護者同伴の6歳未満の小児は1人まで無料。
- 運行は、以下の会社に委託されている。[1]
金屋地区 - 末広タクシー
清水地区 - 有田鉄道
  - 運行休止中の(1)(2)コースは、紀州ウェルズサービスに委託されていた。

## 沿革
- 2006年7月3日 - 試験運行開始。当時の路線は金屋地区の計5コースのみ。[2]
- 2007年4月2日 - 清水地区にて運行開始。[1]
- 2010年8月 - ダイヤ改正。室川線、板尾線、押手線の路線変更。[3]
  - 室川線は松谷医院板尾出張所前 - 松谷医院前間、板尾線は安諦出張所前 - 松谷医院前間延長。押手線を沼谷・板尾線に名称変更のうえ、終点を松谷医院前から松谷医院板尾出張所前に変更。

## 路線
以下の路線がある。

### 金屋地区
(3)コース
- 金屋口→吉田→西ヶ峯→畦田→瀬井→本堂→沼田→本堂→有原→吉田→金屋口
  - 水曜のみの運行。

(4)コース
- 金屋口→青田→尾上→小原→生石→尾上→青田→金屋口
  - 木曜のみの運行。

(5)コース
- 金屋口 - 伏羊 - 谷
  - 金曜のみの運行。

### 清水地区
楠本線
- 松 - 小池 - 沼診療所前 - 楠本小学校前 - 青石スタンド前 - 学校登口四叉路 - 大岡店前 - 清水行政局前
  - 月曜のみの運行。

境川線
- 堀本宅前 - 清水行政局前
  - 火曜のみの運行。

遠井線
- 小池 - 元小学校前 - 山手橋詰 - 清水行政局前
  - 火曜のみの運行。

沼谷線
- 植野宅前 - 上班上がり口三叉路 - トマト集荷場前 - 紀東工営倉庫前 - 消防詰所前 - 清水行政局前
  - 水曜のみの運行。

板尾線
- 小薮宅前 - 松谷医院板尾出張所前 - 安諦出張所前 - 松谷医院前
  - 水曜のみの運行。

室川線
- 室川 - 坂本谷林道入り口 - 室川口 - 安諦出張所前 - 松谷医院板尾出張所前 - 松谷医院前
  - 水曜のみの運行。

沼谷・板尾線
- 山本宅前 - 植野宅前 - 上班上がり口三叉路 - 沼谷口 - 安諦出張所前 - 松谷医院板尾出張所前
  - 木曜のみの運行。

沼線
- 上畑宅前 - 西原集会所前 - 青石スタンド前 - 楠本小学校前 - 沼診療所前
  - 木曜のみの運行。

五郷線
- 岩橋宅前 - （北野川）区集会所前 - （二澤）区集会所前 - 五郷出張所前 - 笠松医院前
  - 金曜のみの運行。

三瀬川線
- 有木宅前 - 久保地区登り口 - なかむら内科クリニック城山出張所前
  - 金曜のみの運行。

日物川線
- 沼田宅前 - 西鉄工所上三叉路 - なかむら内科クリニック城山出張所前
  - 金曜のみの運行。

東大谷線
- 井上宅前 - お寺前 - なかむら内科クリニック城山出張所前
  - 金曜のみの運行。

### 運行休止中の路線
※以下は運行開始当時の情報（全バス停記載）。
(1)コース
- 吉備庁舎→松源前→田殿小前→田角→大賀畑→長谷→田角→田殿小前→松源前→吉備庁舎
  - 月曜のみの運行だった。

(2)コース
- 金屋口→金屋庁舎→糸野→下六川→釜中→上六川→黒松→下六川→糸野→金屋庁舎→金屋口
  - 火曜のみの運行だった。